# Hippocastanaceae
Hippocastanaceae A.Rich., 1823 è una famiglia dell'ordine Sapindales.
La classificazione APG IV non riconosce questo raggruppamento e assegna i generi in esso compresi alla sottofamiglia Hippocastanoideae delle Sapindaceae.
Sono piante arboree presenti nelle regioni temperate dell'emisfero settentrionale. Sono alberi decidui alti fino a quaranta metri, a portamento espanso e chioma ampia, con tronco e rami ricoperti da una corteccia liscia, successivamente fessurata longitudinalmente.

## Descrizione
Gli ippocastani sono piante arboree alte fino a quindici metri, con corteccia bruno-scura che si desquama in placche poliedriche, irregolari nel legno maturo, ma che si presenta bruno chiara e piena di piccoli peli nei rami giovani. Le foglie sono profondamente divise in sette lobi lanceolati e con margine finemente seghettato e punta acuminata. Fioriscono in aprile o maggio e presentano fiori numerosi divisi in pannocchie terminali erette, con calice a cinque lobi, petali irregolarmente spatolati, ondulati, con una chiazza rossa o gialla al centro. I frutti sono ovoidi, ricoperti da aculei erbacei, contenenti una castagna lucida. Inoltre, sono caratterizzate da un contenuto allergenico basso o assente.

## Distribuzione e habitat
Sono presenti in tutto il territorio subspontaneo fino a 1300 metri.

## Usi
L’Ippocastano è stato incluso tra gli alberi o arbusti consigliati per l’arredo urbano e il verde ornamentale.